# 成功氣象站

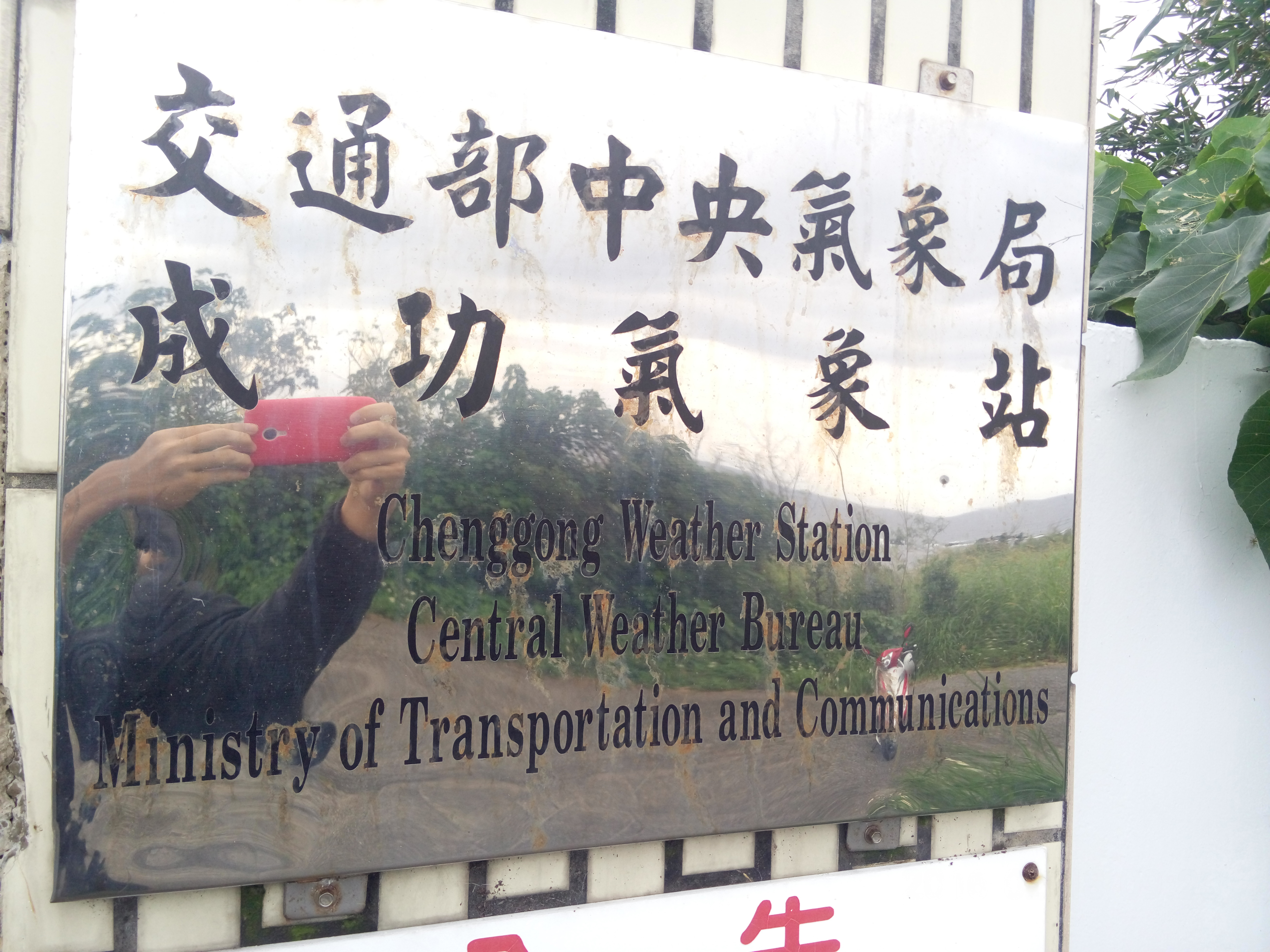
成功氣象站門牌

成功氣象站為一座位在臺灣臺東縣成功鎮的氣象觀測站，該座觀測站由中央氣象署所擁有，並且由位在臺東市區的臺東氣象站代為管理與營運，全名為交通部中央氣象署臺東氣象站成功站區，測站代號沿用：46761。

## 沿革

### 日治時期
1932年，臺灣總督府於麻荖漏（今臺東縣成功鎮）興建一座大型漁港。以其為新設立之港口，而得名新港漁港。1940年，台灣總督府為新港漁港氣候觀測以及颱風登陸前的第一線氣象觀測之需要，因此在新港漁港旁設立一座氣象觀測站，該座氣象觀測站便隨新港漁港之名命名為新港出張所，正式名稱為台灣總督府氣象台新港出張所。
新港出張所與大武出張所（今臺東縣大武鄉）、台南飛行場出張所（今臺南市永康區）以及宜蘭飛行場出張所（今宜蘭縣金六結）等三站皆在此時一同成立。1941年，新港出張所新增地震觀測設備，從而有了地震觀測之功能。

### 戰後至今
1945年10月，第二次世界大戰結束，國民政府接收臺灣。11月1日，國民政府指派石延漢前來臺灣進行日治時期所遺留之氣象設施的接收作業，並成立「臺灣省氣象局」，隸屬在臺灣行政長官公署之下。新港出張所，在由氣象局接收後，站名改名為「臺灣省氣象局新港測候所」，後再改隸屬在臺灣省政府之下。1948年1月，臺灣省氣象局改制為臺灣省氣象所，並且隸屬在臺灣省交通處之下，新港測候所再次改名為「臺灣省氣象所新港測候所」。
1965年9月1日，臺灣省氣象所再度改制為臺灣省氣象局，旗下氣象觀測機構則名稱不變。1971年7月1日，臺灣省氣象局恢復原在中國大陸的建制為交通部中央氣象局，而雖然隸屬單位的名稱經過多次更迭，但新港測候所方面僅單位全名的直隸單位方面有進行更換，站名依舊保持不變。直到1976年11月10日，中央氣象局依據其「附屬測站組織通則」，將新港測候所改名為新港氣象測站，全名為「中央氣象局新港氣象測站」，並將該氣象站歸類在四等氣象站之中。
1987年9月15日，由於新港地區於戰後改名為成功，中央氣象局為將旗下地方觀測機構的站名符合世界地震站名，因此將新港氣象測站改為中央氣象局成功氣象測站。1989年8月1日，成功氣象測站再依交通部中央氣象局附屬測報機構全銜更名，修正為「交通部中央氣象局成功氣象站」至今。
2013年7月，桃園市新屋氣象站成立，中央氣象局將原成功氣象站之員額編制該調派到新屋氣象站，原成功氣象站改由臺東氣象站代管。2014年1月，成功氣象站人員調回臺東氣象站，自此改為無人自動觀測氣象站，僅每周派人來進行觀測設備的檢修與調整。

## 站體結構
成功氣象站的風力塔及辦公室等主要建物合為一體，並且其建築自日治時期興建至今並無變化，僅原四披式的屋頂，因年代久遠腐朽而拆除改建為平頂式的屋頂。觀測站的室內空間設備架設則自日治時期至今有些微改動，原地震儀室目前改為作業室。

## 員額配置
成功氣象站在1976年歸類在第四等氣象站後，依據四等氣象站標準作業，站內配置主任一人，職員三人，作業方式採16小時輪班。直到2014年後裁撤。

## 觀測設備

### 氣壓類
- 水銀氣壓計（架設高度：0.7公尺）
- 空盒氣壓儀（架設高度：0.7公尺）
- 遙測系統（架設高度：0.75公尺）
- 自動系統（架設高度：0.7公尺）

### 溫濕類
- 乾濕球溫度計（架設高度：1.5公尺）
- 通風乾濕球溫度計（架設高度：1.5公尺）
- 溫濕度自記儀（架設高度：1.2公尺）
- 溫度露點儀（架設高度：1.5公尺）

### 降水類
- 雨量器（架設高度：0.3公尺）
- 自記雨量儀（架設高度：1.6公尺）
- 遙測系統（架設高度：0.7公尺）
- 自動系統（架設高度：0.46公尺）

### 風力類
- 風向計（架設高度：12.75公尺）
- 風杯風速計（架設高度：公尺）
- 風車型（架設高度：15.7公尺）
- 自動系統（架設高度：15.7公尺）

### 輻射類
- 康氏日照計（架設高度：5.5公尺）
- 全天輻射儀（架設高度：5.5公尺）
- 直達日射儀（架設高度：5.5公尺）

### 蒸發類
- 蒸發皿 箱內（20公分）
- 蒸發皿 箱外（20公分）
- A型（120公分，架設高度：0.1公尺）

## 資料來源
1. ↑  孟祥瀚. . 臺東縣成功鎮: 成功鎮公所. 2003. ISBN 957-01-4382-7.
2. 1 2 3 4 5 6 7 8 9 10  . 交通部中央氣象署. （原始内容存档于2021-11-15） （中文（臺灣））.
3. ↑  劉昭民. . 臺北市. 2011. ISBN 9789570525656.
4. 1 2 3  張勵德. . 蘋果日報. 2013-11-25  [2016-02-22]. （原始内容存档于2017-01-11） （中文（臺灣））.
5. 1 2  . 臺東文化磐石.   [2016-02-22] （中文（臺灣））.[永久]

## 外部連結
- 交通部中央氣象署臺東氣象站-成功站區 （页面存档备份，存于）